# FR (цифровий стандарт)
FR або GSM-FR (англ. Full Rate) — перший цифровий стандарт кодування голосу, що використовується в GSM-мережах. Бітрейт цього кодеку становить 13 кбіт/с. Якість голосу після кодування виходить досить низькою за сучасними мірками, але на момент розробки (початок 1990-х) це був гарний компроміс між складністю обчислень та якістю, що потребував лише близько мільйона простих операцій на секунду. Кодек досі має широке використання в GSM-мережах по всьому світові. Але поступово він витісняється більш досконалими стандартами EFR (Enhanced Full Rate) та AMR (Adaptive Multi-Rate), котрі забезпечують кращу якість голосу за нижчого бітрейту.